# Щербатюк, Мирослава Дмитриевна
Мирослава Дмитриевна Щербатюк (укр. Мирослава Дмитрівна Щербатюк; род. 7 декабря 1974, Киев) — украинский дипломат. Чрезвычайный и Полномочный Посол Украины в Иорданском Хашимитском Королевстве с 18 декабря 2019 года.

## Биография
Родилась в 1974 году в городе Киеве. В 1996 году с отличием окончила филологический факультет КНУ им. Т. Шевченко; в 1997 году с отличием окончила отделение востоковедения романо-германского факультета КНУ им.Т. Шевченко; владение языками: украинский (родной), английский, персидский, русский. Изучает арабский.
В 1996—1999 годах — работа в посольстве Украины в Исламской Республике Иран.
В 1999—2002 годах — атташе, третья секретарша секретариата министра иностранных дел Украины.
В 2002—2003 годах — работа в посольстве Украины в США на должностях третьей, второй секретарши, помощника Посла.
В 2003—2005 годах — Вторая, первая секретарша, советница группы советников министра Кабинета министра иностранных дел Украины.
В 2005—2008 годах — советник политической секции Посольства Украины в РФ.
С октября 2008 по март 2010 года — советница-посланница по политическим вопросам Посольства Украины в РФ.
С апреля 2010 по март 2011 года — директор Первого территориального департамента МИД Украины (двусторонние отношения Украины и РФ, сотрудничество с СНГ).
В 2011—2017 годах — посол по особым поручениям в системе МИД Украины.
С 7 ноября 2017 по 21 июля 2020 года — Директор Департамента стран Ближнего Востока и Африки/пятого территориального департамента МИД Украины.
С 18 декабря 2019 года — Чрезвычайный и Полномочный Посол Украины в Иорданском Хашимитском Королевстве.

## Личная жизнь
Замужем, имеет двоих детей.

## Дипломатический ранг
- Чрезвычайная и полномочная посланница второго класса (2010)[6]
- Чрезвычайная и полномочная посланница первого класса (2018)[7]

## Награды и знаки отличия
- Орден «За заслуги» III степени (18 декабря 2021) — за весомый личный вклад в укрепление международного сотрудничества Украины, многолетнюю плодотворную дипломатическую деятельность и высокий профессионализм[8]